# Antanas Maceina
Antanas Maceina (* 27. Juni 1908 in Bagrène, Kreis Marijampolė, Litauen; † 1987 in Münster) war ein litauischer Philosoph, Pädagoge und Dichter.

## Leben und Wirken
Maceina studierte Theologie, Litauisch und Deutsch, Philosophie und Pädagogik in Vilkaviškis, Leuven, Freiburg im Breisgau, Straßburg und Brüssel. Promotion 1934, Habilitation 1935. Zu Beginn der sowjetischen Besatzung im Jahr 1940 floh er mit seiner Familie nach Deutschland. Als 1942 Litauen von den Deutschen besetzt wurde, kehrte er in seine Heimat zurück. Dort war er an der Universität Dekan der philosophischen Fakultät und lehrte Philosophie und deutsche Literatur (Rainer Maria Rilke). 1947–1949 leitete er die katholische Jugendorganisation Ateitininkai. 
1944 floh Maceina erneut nach Westeuropa und lebte ab 1949 in Deutschland. Dort lehrte er an der 
Julius-Maximilians-Universität Würzburg Philosophie, an der Albert-Ludwigs-Universität Freiburg russische Philosophie und osteuropäische Geistesgeschichte und an der Westfälischen Wilhelms-Universität in Münster russische und sowjetische Philosophie sowie Religionsphilosophie. Er starb 1987 in Münster und wurde auf dem Dorffriedhof von Brebersdorf beerdigt.
Die Gedichte von Maceina sind mit dem Pseudonym Antony Jasmantas signiert.

## Veröffentlichungen in deutscher Sprache
- Sowjetische Ethik und Christentum. Zum Verständnis des kommunistischen Menschen. Eckart-Verlag, Witten 1969
- Das Geheimnis der Bosheit. Versuch einer Geschichtstheologie des Widersachers Christi als Deutung der "Erzählung vom Antichrist" Solowjews. Verlag Herder, Freiburg i. Br. 1955
- Das Volkslied als Ausdruck der Volksseele. Geist und Charakter der litauischen Dainas. Baltisches Forschungsinstitut. Bonn 1955
- Der Grossinquisitor. Geschichtsphilosophische Deutung der Legende Dostojewskijs. Mit einer Studie von Wladimir Szylkarski über Messianismus und Apokalyptik bei Dostojewskij und Solowjew. Kerle Verlag, Heidelberg 1952